# Родригес, Рафит
Рафит Родригес Льенерес (исп. Rafith Rodríguez Lleneres; род. 1 июня 1989, Эль-Багре, Антьокия) — колумбийский легкоатлет, специалист по бегу на средние дистанции. Выступал за сборную Колумбии по лёгкой атлетике в 2008—2018 годах, обладатель серебряной медали Панамериканских игр, серебряный и бронзовый призёр Игр Центральной Америки и Карибского бассейна, чемпион Южной Америки и Боливарианских игр, действующий рекордсмен страны в беге на 800 метров на открытом стадионе и в помещении, участник двух летних Олимпийских игр.

## Биография
Рафит Родригес родился 1 июня 1989 года в городе Эль-Багре департамента Антьокия.
Впервые заявил о себе в лёгкой атлетике на международном уровне в сезоне 2008 года, когда вошёл в состав колумбийской национальной сборной и выступил в беге на 800 метров на юниорском мировом первенстве в Быдгоще.
В 2009 году в той же дисциплине выиграл серебряную медаль на Боливарианских играх в Сукре.
В 2010 году на Южноамериканских играх в Медельине одержал победу в беге на 800 метров и взял бронзу в эстафете 4 × 400 метров. Помимо этого, был четвёртым на иберо-американском чемпионате в Сан-Фернандо и пятым на Играх Центральной Америки и Карибского бассейна в Маягуэсе.
В 2011 году на чемпионате Южной Америки в Буэнос-Айресе выиграл дисциплину 800 метров и стал серебряным призёром в эстафете 4 × 400 метров. Будучи студентом, представлял Колумбию на Универсиаде в Шэньчжэне, где бежал 400 и 800 метров. Дошёл до полуфинала на чемпионате мира в Тэгу, занял девятое место на Панамериканских играх в Гвадалахаре. На соревнованиях в бразильском Белене установил ныне действующий национальный рекорд Колумбии в беге на 800 метров на открытом стадионе — 1:44,31.
На чемпионате мира в помещении 2012 года в Стамбуле остановился в полуфинальной стадии, тогда как на соревнованиях во французском Льевене установил ныне действующий национальный рекорд в беге на 800 метров в закрытых помещениях — 1:47,86. Благодаря череде удачных выступлений удостоился права защищать честь страны на летних Олимпийских играх в Лондоне — в дисциплине 800 метров с результатом 1:47,70 не смог пройти дальше предварительного квалификационного этапа.
В 2013 году на чемпионате Южной Америки в Картахене победил в беге на 800 метров и получил серебро в эстафете 4 × 400 метров, на чемпионате мира в Москве дошёл до полуфинала, на Боливарианских играх в Трухильо трижды поднимался на верхнюю ступень пьедестала почёта: завоевал золото на дистанциях 400 и 800 метров, а также в эстафете 4 × 400 метров.
В 2014 году на Южноамериканских играх в Сантьяго стал серебряным призёром в беге на 800 метров, бронзовым призёром в беге на 800 метров и в эстафете 4 × 400 метров. На иберо-американском чемпионате в Сан-Паулу превзошёл всех соперников на дистанции 800 метров. На Играх Центральной Америки и Карибского бассейна в Веракрусе был вторым в дисциплине 800 метров и третьим в эстафете 4 × 400 метров.
В 2015 году одержал победу на чемпионате Южной Америки в Лиме, дошёл до полуфинала на чемпионате мира в Пекине, выиграл серебряную медаль на Панамериканских играх в Торонто — уступил здесь только американцу Клейтону Мерфи.
Выполнив олимпийский квалификационный норматив (1:46,00), благополучно прошёл отбор на Олимпийские игры 2016 года в Рио-де-Жанейро — в беге на 800 метров на предварительном квалификационном этапе показал результат 1:46,65 и в следующую стадию турнира не вышел.
После Олимпиады в Рио Родригес ещё в течение некоторого времени оставался действующим спортсменом и продолжал принимать участие в крупнейших международных стартах. Так, в 2017 году он отметился выступлением на Боливарианских играх в Санта-Марте, где одержал победу в беге на 800 метров и в эстафете 4 × 400 метров.
В 2018 году стартовал на Южноамериканских играх в Кочабамбе, выиграл бронзовую медаль на Играх Центральной Америки и Карибского бассейна в Барранкилье.
Завершил спортивную карьеру по окончании сезона 2019 года.